# Pizzoli
Pizzoli est une commune italienne de la province de L'Aquila, dans la région Abruzzes.

## Administration
| Période                                  | Période | Identité | Étiquette | Qualité |
| ---------------------------------------- | ------- | -------- | --------- | ------- |
|                                          |         |          |           |         |
| Les données manquantes sont à compléter. |         |          |           |         |

### Hameaux
Marruci, Cavallari, Villa S. Pietro.

### Communes limitrophes
Barete, Capitignano, L'Aquila, Montereale.